# Saison 1983-1984 du Football Club de Grenoble rugby
Cette page présente la saison 1983-1984 du Football club de Grenoble rugby.
En 1984, le club est renforcé par le demi de mêlée de Bourg en Bresse Dominique Mazille qui jouera pendant 10 ans derrière la mêlée du FCG. Le club échoue en quart de finale du Championnat
contre Montferrand

## Les matchs de la saison
Grenoble termine deuxième de sa poule avec 9 victoires, 1 match nul et 4 défaites.

### À domicile
- Grenoble-Brive 33-9
- Grenoble-La Voulte 16-9
- Grenoble-Angouleme 9-3
- Grenoble-Vienne 28-6
- Grenoble-Nice 3-6
- Grenoble-Graulhet 10-6
- Grenoble-Toulon 12-12

### À l’extérieur
- Brive-Grenoble 16-3
- La Voulte-Grenoble 9-21
- Angoulême-Grenoble 10-6
- Vienne-Grenoble 3-16
- Nice-Grenoble 6-13
- Graulhet-Grenoble 15-11
- Toulon-Grenoble 10-15

## Classement des 5 poules de 8
Les équipes sont listées dans leur ordre de classement à l'issue de la phase qualificative. Les noms en gras indiquent les équipes qui sont qualifiées directement pour les 8e de finale.
| 1. AS Béziers 2. Stadoceste tarbais 3. RC Hyères 4. FC Oloron 5. US Montauban 6. Stade bagnérais 7. US Carcassonne 8. Castres olympique | 1. SC Graulhet 2. FC Grenoble 3. RRC Nice 4. RC Toulon 5. CA Brive 6. SC Angoulême 7. La Voulte sportif 8. CS Vienne          | 1. SU Agen 2. US Dax 3. FC Lourdes 4. Stade toulousain 5. SC Tulle 6. Stade rochelais 7. Boucau stade 8. Paris université club |
| 1. AS Montferrand 2. Aviron bayonnais 3. Tyrosse RCS 4. USA Perpignan 5. Stade aurillacois 6. SC Albi 7. Avenir aturin 8. SA Hagetmau   | 1. RC Narbonne 2. CA Bègles 3. Stade montois 4. Section paloise 5. Biarritz olympique 6. RC Nîmes 7. US Romans 8. US bressane | |

## Matchs de barrage
Les équipes dont le nom est en caractères gras sont qualifiées pour les huitièmes de finale.
| Équipe 1        | Équipe 2         | Résultat |
| --------------- | ---------------- | -------- |
| SC Tulle        | Stade montois    | 16-10    |
| RC Toulon       | CA Brive         | 21-9     |
| Section paloise | USA Perpignan    | 10-6     |
| RRC Nice        | FC Lourdes       | 11-6     |
| Tyrosse RCS     | Stade toulousain | 9-16     |
| RC Hyères       | FC Oloron        | 3-6      |

## Huitièmes de finale
Les équipes dont le nom est en caractères gras sont qualifiées pour les quarts de finale.
| Équipe 1           | Équipe 2         | Match aller | Match retour |
| ------------------ | ---------------- | ----------- | ------------ |
| SC Tulle           | AS Montferrand   | 3-22        | 6-18         |
| FC Grenoble        | RC Toulon        | 15-3        | 4-6          |
| Stadoceste tarbais | CA Bègles        | 13-13       | 16-9         |
| AS Béziers         | Section paloise  | 22-3        | 0-0          |
| RC Narbonne        | RRC Nice         | 16-18       | 15-15        |
| Aviron bayonnais   | US Dax           | 6-19        | 24-22        |
| SU Agen            | Stade toulousain | 20-12       | 27-13        |
| SC Graulhet        | FC Oloron        | 9-3         | 27-10        |

## Quarts de finale
Les équipes dont le nom est en caractères gras sont qualifiées pour les demi-finales.
| Équipe 1           | Équipe 2    | Résultat |
| ------------------ | ----------- | -------- |
| AS Montferrand     | FC Grenoble | 12-6     |
| Stadoceste tarbais | AS Béziers  | 12-22    |
| RRC Nice           | US Dax      | 21-13    |
| SU Agen            | SC Graulhet | 9-7      |

## Demi-finales
| Équipe 1       | Équipe 2   | Résultat |
| -------------- | ---------- | -------- |
| AS Montferrand | AS Béziers | 4-8      |
| RRC Nice       | SU Agen    | 14-21    |

## Finale
| Équipes | AS Béziers - SU Agen                                                                                 |
| Score   | 21-21 après prolongation (12-12 à la fin du temps réglementaire). Béziers vainqueur aux tirs au but. |
| Date    | 26 mai 1984                                                                                          |
| Stade   | Parc des Princes                                                                                     |
| Arbitre | Jean-Claude Yché                                                                                     |

## Challenge Yves du Manoir
Grenoble termine 2e de sa poule derrière Narbonne et devant Montferrand et Montauban avec 4 victoires et 2 défaites.

### À domicile
- Grenoble-Montferrand 6-0
- Grenoble-Narbonne 19-9
- Grenoble-Montauban 28-16

### À l’extérieur
- Montferrand-Grenoble 9-12 puis 54-12 (la rencontre est rejoué car le premier match avait été arrêté à la mi-temps pour cause de terrain impraticable)
- Narbonne-Grenoble 51-13
- Montauban-Grenoble 12-24

Grenoble, très handicapé derrière joue son huitième de finale pratiquement sans lignes arrières.

### Tableau final
|  | Huitièmes de finale       | Huitièmes de finale     | Huitièmes de finale             | Huitièmes de finale     |                  |                  | Quarts de finale    | Quarts de finale    | Quarts de finale    | Quarts de finale    |  |  | Demi-finales         | Demi-finales         | Demi-finales         | Demi-finales         |  |  | Finale                                   | Finale                                   | Finale                                   | Finale                                   |
|  |                           |                         |                                 |                         |                  |                  |                     |                     |                     |                     |  |  |                      |                      |                      |                      |  |  |                                          |                                          |                                          |                                          |
|  | 25 mars 1984, Montauban   | 25 mars 1984, Montauban | 25 mars 1984, Montauban         | 25 mars 1984, Montauban |                  |                  | 21 avril 1984, Agen | 21 avril 1984, Agen | 21 avril 1984, Agen | 21 avril 1984, Agen |  |  | 20 mai 1984, Béziers | 20 mai 1984, Béziers | 20 mai 1984, Béziers | 20 mai 1984, Béziers |  |  | 2 juin 1984, Parc de Saint-Léon, Bayonne | 2 juin 1984, Parc de Saint-Léon, Bayonne | 2 juin 1984, Parc de Saint-Léon, Bayonne | 2 juin 1984, Parc de Saint-Léon, Bayonne |
|  | RC Narbonne               | RC Narbonne             | 16                              | 16                      |                  |                  | 21 avril 1984, Agen | 21 avril 1984, Agen | 21 avril 1984, Agen | 21 avril 1984, Agen |  |  | 20 mai 1984, Béziers | 20 mai 1984, Béziers | 20 mai 1984, Béziers | 20 mai 1984, Béziers |  |  | 2 juin 1984, Parc de Saint-Léon, Bayonne | 2 juin 1984, Parc de Saint-Léon, Bayonne | 2 juin 1984, Parc de Saint-Léon, Bayonne | 2 juin 1984, Parc de Saint-Léon, Bayonne |
|  | RC Narbonne               | RC Narbonne             | 16                              | 16                      |                  |                  | 21 avril 1984, Agen | 21 avril 1984, Agen | 21 avril 1984, Agen | 21 avril 1984, Agen |  |  | 20 mai 1984, Béziers | 20 mai 1984, Béziers | 20 mai 1984, Béziers | 20 mai 1984, Béziers |  |  | 2 juin 1984, Parc de Saint-Léon, Bayonne | 2 juin 1984, Parc de Saint-Léon, Bayonne | 2 juin 1984, Parc de Saint-Léon, Bayonne | 2 juin 1984, Parc de Saint-Léon, Bayonne |
|  | CA Brive                  | CA Brive                | 3                               | 3                       |                  |                  | 21 avril 1984, Agen | 21 avril 1984, Agen | 21 avril 1984, Agen | 21 avril 1984, Agen |  |  | 20 mai 1984, Béziers | 20 mai 1984, Béziers | 20 mai 1984, Béziers | 20 mai 1984, Béziers |  |  | 2 juin 1984, Parc de Saint-Léon, Bayonne | 2 juin 1984, Parc de Saint-Léon, Bayonne | 2 juin 1984, Parc de Saint-Léon, Bayonne | 2 juin 1984, Parc de Saint-Léon, Bayonne |
|  | CA Brive                  | CA Brive                | 3                               | 3                       | RC Narbonne      | RC Narbonne      | 25                  | 25                  |                     |                     |  |  | 20 mai 1984, Béziers | 20 mai 1984, Béziers | 20 mai 1984, Béziers | 20 mai 1984, Béziers |  |  | 2 juin 1984, Parc de Saint-Léon, Bayonne | 2 juin 1984, Parc de Saint-Léon, Bayonne | 2 juin 1984, Parc de Saint-Léon, Bayonne | 2 juin 1984, Parc de Saint-Léon, Bayonne |
|  | 25 mars 1984, Béziers     |                         |                                 |                         | RC Narbonne      | RC Narbonne      | 25                  | 25                  |                     |                     |  |  | 20 mai 1984, Béziers | 20 mai 1984, Béziers | 20 mai 1984, Béziers | 20 mai 1984, Béziers |  |  | 2 juin 1984, Parc de Saint-Léon, Bayonne | 2 juin 1984, Parc de Saint-Léon, Bayonne | 2 juin 1984, Parc de Saint-Léon, Bayonne | 2 juin 1984, Parc de Saint-Léon, Bayonne |
|  |                           |                         | Stadoceste tarbais              | Stadoceste tarbais      | 12               | 12               |                     |                     |                     |                     |  |  | 20 mai 1984, Béziers | 20 mai 1984, Béziers | 20 mai 1984, Béziers | 20 mai 1984, Béziers |  |  | 2 juin 1984, Parc de Saint-Léon, Bayonne | 2 juin 1984, Parc de Saint-Léon, Bayonne | 2 juin 1984, Parc de Saint-Léon, Bayonne | 2 juin 1984, Parc de Saint-Léon, Bayonne |
|  | Stadoceste tarbais        | Stadoceste tarbais      | Stadoceste tarbais              | Stadoceste tarbais      | 12               | 12               | 9                   | 9                   |                     |                     |  |  | 20 mai 1984, Béziers | 20 mai 1984, Béziers | 20 mai 1984, Béziers | 20 mai 1984, Béziers |  |  | 2 juin 1984, Parc de Saint-Léon, Bayonne | 2 juin 1984, Parc de Saint-Léon, Bayonne | 2 juin 1984, Parc de Saint-Léon, Bayonne | 2 juin 1984, Parc de Saint-Léon, Bayonne |
|  | Stadoceste tarbais        | Stadoceste tarbais      | 22 avril 1984, Clermont-Ferrand |                         |                  |                  | 9                   | 9                   |                     |                     |  |  | 20 mai 1984, Béziers | 20 mai 1984, Béziers | 20 mai 1984, Béziers | 20 mai 1984, Béziers |  |  | 2 juin 1984, Parc de Saint-Léon, Bayonne | 2 juin 1984, Parc de Saint-Léon, Bayonne | 2 juin 1984, Parc de Saint-Léon, Bayonne | 2 juin 1984, Parc de Saint-Léon, Bayonne |
|  | FC Grenoble               | FC Grenoble             | 3                               | 3                       |                  |                  |                     |                     |                     |                     |  |  | 20 mai 1984, Béziers | 20 mai 1984, Béziers | 20 mai 1984, Béziers | 20 mai 1984, Béziers |  |  | 2 juin 1984, Parc de Saint-Léon, Bayonne | 2 juin 1984, Parc de Saint-Léon, Bayonne | 2 juin 1984, Parc de Saint-Léon, Bayonne | 2 juin 1984, Parc de Saint-Léon, Bayonne |
|  | FC Grenoble               | FC Grenoble             | 3                               | 3                       | RC Narbonne      | RC Narbonne      | 7                   | 7                   |                     |                     |  |  |                      |                      |                      |                      |  |  | 2 juin 1984, Parc de Saint-Léon, Bayonne | 2 juin 1984, Parc de Saint-Léon, Bayonne | 2 juin 1984, Parc de Saint-Léon, Bayonne | 2 juin 1984, Parc de Saint-Léon, Bayonne |
|  | 25 mars 1984, Nice        |                         |                                 |                         | RC Narbonne      | RC Narbonne      | 7                   | 7                   |                     |                     |  |  |                      |                      |                      |                      |  |  | 2 juin 1984, Parc de Saint-Léon, Bayonne | 2 juin 1984, Parc de Saint-Léon, Bayonne | 2 juin 1984, Parc de Saint-Léon, Bayonne | 2 juin 1984, Parc de Saint-Léon, Bayonne |
|  |                           |                         | RC Toulon                       | RC Toulon               | 6                | 6                |                     |                     |                     |                     |  |  |                      |                      |                      |                      |  |  | 2 juin 1984, Parc de Saint-Léon, Bayonne | 2 juin 1984, Parc de Saint-Léon, Bayonne | 2 juin 1984, Parc de Saint-Léon, Bayonne | 2 juin 1984, Parc de Saint-Léon, Bayonne |
|  | RC Toulon                 | RC Toulon               | RC Toulon                       | RC Toulon               | 6                | 6                | 22                  | 22                  |                     |                     |  |  |                      |                      |                      |                      |  |  | 2 juin 1984, Parc de Saint-Léon, Bayonne | 2 juin 1984, Parc de Saint-Léon, Bayonne | 2 juin 1984, Parc de Saint-Léon, Bayonne | 2 juin 1984, Parc de Saint-Léon, Bayonne |
|  | RC Toulon                 | RC Toulon               | 20 mai 1984, Dax                |                         |                  |                  | 22                  | 22                  |                     |                     |  |  |                      |                      |                      |                      |  |  | 2 juin 1984, Parc de Saint-Léon, Bayonne | 2 juin 1984, Parc de Saint-Léon, Bayonne | 2 juin 1984, Parc de Saint-Léon, Bayonne | 2 juin 1984, Parc de Saint-Léon, Bayonne |
|  | US Romans                 | US Romans               | 9                               | 9                       |                  |                  |                     |                     |                     |                     |  |  |                      |                      |                      |                      |  |  | 2 juin 1984, Parc de Saint-Léon, Bayonne | 2 juin 1984, Parc de Saint-Léon, Bayonne | 2 juin 1984, Parc de Saint-Léon, Bayonne | 2 juin 1984, Parc de Saint-Léon, Bayonne |
|  | US Romans                 | US Romans               | 9                               | 9                       | RC Toulon        | RC Toulon        | 28                  | 28                  |                     |                     |  |  |                      |                      |                      |                      |  |  | 2 juin 1984, Parc de Saint-Léon, Bayonne | 2 juin 1984, Parc de Saint-Léon, Bayonne | 2 juin 1984, Parc de Saint-Léon, Bayonne | 2 juin 1984, Parc de Saint-Léon, Bayonne |
|  | 8 avril 1984, La Rochelle |                         |                                 |                         | RC Toulon        | RC Toulon        | 28                  | 28                  |                     |                     |  |  |                      |                      |                      |                      |  |  | 2 juin 1984, Parc de Saint-Léon, Bayonne | 2 juin 1984, Parc de Saint-Léon, Bayonne | 2 juin 1984, Parc de Saint-Léon, Bayonne | 2 juin 1984, Parc de Saint-Léon, Bayonne |
|  |                           |                         | CA Bègles                       | CA Bègles               | 7                | 7                |                     |                     |                     |                     |  |  |                      |                      |                      |                      |  |  | 2 juin 1984, Parc de Saint-Léon, Bayonne | 2 juin 1984, Parc de Saint-Léon, Bayonne | 2 juin 1984, Parc de Saint-Léon, Bayonne | 2 juin 1984, Parc de Saint-Léon, Bayonne |
|  | CA Bègles                 | CA Bègles               | CA Bègles                       | CA Bègles               | 7                | 7                | 24                  | 24                  |                     |                     |  |  |                      |                      |                      |                      |  |  | 2 juin 1984, Parc de Saint-Léon, Bayonne | 2 juin 1984, Parc de Saint-Léon, Bayonne | 2 juin 1984, Parc de Saint-Léon, Bayonne | 2 juin 1984, Parc de Saint-Léon, Bayonne |
|  | CA Bègles                 | CA Bègles               | 22 avril 1984, Tarbes           |                         |                  |                  | 24                  | 24                  |                     |                     |  |  |                      |                      |                      |                      |  |  | 2 juin 1984, Parc de Saint-Léon, Bayonne | 2 juin 1984, Parc de Saint-Léon, Bayonne | 2 juin 1984, Parc de Saint-Léon, Bayonne | 2 juin 1984, Parc de Saint-Léon, Bayonne |
|  | Racing CF                 | Racing CF               | 8                               | 8                       |                  |                  |                     |                     |                     |                     |  |  |                      |                      |                      |                      |  |  | 2 juin 1984, Parc de Saint-Léon, Bayonne | 2 juin 1984, Parc de Saint-Léon, Bayonne | 2 juin 1984, Parc de Saint-Léon, Bayonne | 2 juin 1984, Parc de Saint-Léon, Bayonne |
|  | Racing CF                 | Racing CF               | 8                               | 8                       | RC Narbonne      | RC Narbonne      | 17                  | 17                  |                     |                     |  |  |                      |                      |                      |                      |  |  |                                          |                                          |                                          |                                          |
|  | 25 mars 1984, Aurillac    |                         |                                 |                         | RC Narbonne      | RC Narbonne      | 17                  | 17                  |                     |                     |  |  |                      |                      |                      |                      |  |  |                                          |                                          |                                          |                                          |
|  |                           |                         | Stade toulousain                | Stade toulousain        | 13               | 13               |                     |                     |                     |                     |  |  |                      |                      |                      |                      |  |  |                                          |                                          |                                          |                                          |
|  | Stade toulousain          | Stade toulousain        | Stade toulousain                | Stade toulousain        | 13               | 13               | 4                   | 4                   |                     |                     |  |  |                      |                      |                      |                      |  |  |                                          |                                          |                                          |                                          |
|  | Stade toulousain          | Stade toulousain        |                                 |                         |                  |                  |                     | 4                   |                     |                     |  |  |                      |                      |                      |                      |  |  |                                          |                                          |                                          |                                          |
|  | AS Montferrand            | AS Montferrand          | 0                               | 0                       |                  |                  |                     |                     |                     |                     |  |  |                      |                      |                      |                      |  |  |                                          |                                          |                                          |                                          |
|  | AS Montferrand            | AS Montferrand          | 0                               | 0                       | Stade toulousain | Stade toulousain | 16                  | 16                  |                     |                     |  |  |                      |                      |                      |                      |  |  |                                          |                                          |                                          |                                          |
|  | 24 mars 1984, Toulouse    |                         |                                 |                         | Stade toulousain | Stade toulousain | 16                  | 16                  |                     |                     |  |  |                      |                      |                      |                      |  |  |                                          |                                          |                                          |                                          |
|  |                           |                         | FC Lourdes                      | FC Lourdes              | 9                | 9                |                     |                     |                     |                     |  |  |                      |                      |                      |                      |  |  |                                          |                                          |                                          |                                          |
|  | FC Lourdes                | FC Lourdes              | FC Lourdes                      | FC Lourdes              | 9                | 9                | 20                  | 20                  |                     |                     |  |  |                      |                      |                      |                      |  |  |                                          |                                          |                                          |                                          |
|  | FC Lourdes                | FC Lourdes              | 22 avril 1984, Pau              |                         |                  |                  | 20                  | 20                  |                     |                     |  |  |                      |                      |                      |                      |  |  |                                          |                                          |                                          |                                          |
|  | USA Perpignan             | USA Perpignan           | 6                               | 6                       |                  |                  |                     |                     |                     |                     |  |  |                      |                      |                      |                      |  |  |                                          |                                          |                                          |                                          |
|  | USA Perpignan             | USA Perpignan           | 6                               | 6                       | Stade toulousain | Stade toulousain | 16                  | 16                  |                     |                     |  |  |                      |                      |                      |                      |  |  |                                          |                                          |                                          |                                          |
|  | 24 mars 1984, Brive       |                         |                                 |                         | Stade toulousain | Stade toulousain | 16                  | 16                  |                     |                     |  |  |                      |                      |                      |                      |  |  |                                          |                                          |                                          |                                          |
|  |                           |                         | SU Agen                         | SU Agen                 | 15               | 15               |                     |                     |                     |                     |  |  |                      |                      |                      |                      |  |  |                                          |                                          |                                          |                                          |
|  | SU Agen                   | SU Agen                 | SU Agen                         | SU Agen                 | 15               | 15               | 12                  | 12                  |                     |                     |  |  |                      |                      |                      |                      |  |  |                                          |                                          |                                          |                                          |
|  | SU Agen                   | SU Agen                 |                                 |                         |                  |                  |                     | 12                  |                     |                     |  |  |                      |                      |                      |                      |  |  |                                          |                                          |                                          |                                          |
|  | Stade aurillacois         | Stade aurillacois       | 6                               | 6                       |                  |                  |                     |                     |                     |                     |  |  |                      |                      |                      |                      |  |  |                                          |                                          |                                          |                                          |
|  | Stade aurillacois         | Stade aurillacois       | 6                               | 6                       | SU Agen          | SU Agen          | 21                  | 21                  |                     |                     |  |  |                      |                      |                      |                      |  |  |                                          |                                          |                                          |                                          |
|  | 25 mars 1984, Lourdes     |                         |                                 |                         | SU Agen          | SU Agen          | 21                  | 21                  |                     |                     |  |  |                      |                      |                      |                      |  |  |                                          |                                          |                                          |                                          |
|  |                           |                         | SC Graulhet                     | SC Graulhet             | 17               | 17               |                     |                     |                     |                     |  |  |                      |                      |                      |                      |  |  |                                          |                                          |                                          |                                          |
|  | SC Graulhet               | SC Graulhet             | SC Graulhet                     | SC Graulhet             | 17               | 17               | 6                   | 6                   |                     |                     |  |  |                      |                      |                      |                      |  |  |                                          |                                          |                                          |                                          |
|  | SC Graulhet               | SC Graulhet             |                                 |                         |                  |                  |                     | 6                   |                     |                     |  |  |                      |                      |                      |                      |  |  |                                          |                                          |                                          |                                          |
|  | US Dax                    | US Dax                  | 3                               | 3                       |                  |                  |                     |                     |                     |                     |  |  |                      |                      |                      |                      |  |  |                                          |                                          |                                          |                                          |
|  | US Dax                    | US Dax                  | 3                               | 3                       |                  |                  |                     |                     |                     |                     |  |  |                      |                      |                      |                      |  |  |                                          |                                          |                                          |                                          |
|  |                           |                         |                                 |                         |                  |                  |                     |                     |                     |                     |  |  |                      |                      |                      |                      |  |  |                                          |                                          |                                          |                                          |

## Entraîneur
L'équipe professionnelle est encadrée par
| Nom          | Poste      | Nationalité |
| ------------ | ---------- | ----------- |
| Jean Liénard | Entraîneur | France      |
| André Rimet  | Adjoint    | France      |

| Nom                   | Poste                  | Naissance          | Nationalité      |
| --------------------- | ---------------------- | ------------------ | ---------------- |
| Jean-Claude Alexandre | Pilier                 | 19 juin 1958       | France           |
| Yves Menetrier        | Pilier                 | 28 octobre 1965    | France           |
| Michel Perrin         | Pilier                 | 21 mai 1955        | France           |
| Jean-Marc Romand      | Pilier                 | 27 mars 1957       | France           |
| Éric Ferruit          | Talonneur              | 10 juillet 1962    | France           |
| Alain Fontbonne       | Talonneur              |                    | France           |
| Beaume                | Deuxième ligne         |                    | France           |
| Alain Lorieux         | Deuxième ligne         | 26 mars 1956       | France           |
| Willy Pepelnjak       | Deuxième ligne         | 21 mai 1961        | France           |
| Claude Rousset        | Deuxième ligne         | 19 mai 1951        | France           |
| Frédéric Boutin       | Troisième ligne aile   | 22 juillet 1962    | France           |
| Patrick Chevalier     | Troisième ligne aile   |                    | France           |
| Jean de la Vaissière  | Troisième ligne aile   | 25 août 1956       | France           |
| Christophe Monteil    | Troisième ligne aile   | 31 décembre 1961   | France           |
| Freddy Pepelnjak      | Troisième ligne centre | 16 juin 1957       | France           |
| Dominique Mazille     | Demi de mêlée          | 10 décembre 1961   | France           |
| Alain Thomas          | Demi de mêlée          | 19 mai 1957        | France           |
| Gilles Claret         | Demi d'ouverture       | 29 mars 1961       | France           |
| Frédéric Vélo         | Demi d'ouverture       | 4 janvier 1966     | France           |
| Pascal Belin          | Centre                 | 30 mars 1962       | France           |
| Gilles Feutrier       | Centre                 | 1er septembre 1956 | France           |
| Valère Gagnor         | Centre                 | 10 mai 1960        | France           |
| Alain Gély            | Centre                 | 25 janvier 1963    | France           |
| Patrick Mesny         | Centre                 | 18 août 1954       | France           |
| Jean-Pierre Clerc     | Ailier                 | 28 décembre 1954   | France           |
| Philippe Meunier      | Ailier                 | 19 juin 1963       | France           |
| Thierry Perrin        | Ailier                 | 17 octobre 1956    | France           |
| Régis Tabarini        | Ailier                 | 16 août 1962       | France           |
| Robbie Deans          | Arrière                | 4 septembre 1959   | Nouvelle-Zélande |
| Tardy                 | Arrière                |                    | France           |

### Équipe-Type
1. Michel Perrin 2. Alain Fontbonne  3. Jean-Marc Romand 

4. Willy Pepelnjak  5. Alain Lorieux 

6. Jean de la Vaissière 8. Freddy Pepelnjak 7. Fréderic Boutin 

9. Dominique Mazille 10. Gilles Claret 

11. Alain Gély 12. Patrick Mesny 13. Gilles Feutrier   14. Thierry Perrin 

15. Robbie Deans 